# Hieracium chloanocybe
Hieracium chloanocybe es una especie de planta con flor del género Hieracium, de la familia Asteraceae, orden Asterales.

## Distribución
Hieracium chloanocybe se distribuye por Suecia.

## Taxonomía
Fue descrita científicamente por Dahlst. ex Johanss. Fue publicada en Ark. Bot. 21A(15): 14 (1928).